# Лейк-Сент-Луїс (Міссурі)
Лейк-Сент-Луїс (англ. Lake St. Louis) — місто (англ. city) в США, в окрузі Сент-Чарлз штату Міссурі. Населення — 16 707 осіб (2020).

## Географія
Лейк-Сент-Луїс розташований за координатами 38°46′56″ пн. ш. 90°47′12″ зх. д. / 38.78222° пн. ш. 90.78667° зх. д. (38.782244, -90.786605).  За даними Бюро перепису населення США в 2010 році місто мало площу 22,58 км², з яких 20,48 км² — суходіл та 2,11 км² — водойми.

## Демографія
Згідно з переписом 2010 року, у місті мешкало 14 545 осіб у 5816 домогосподарствах у складі 4213 родин. Густота населення становила 644 особи/км².  Було 6197 помешкань (274/км²).
Расовий склад населення:
| - 92,2 % — білих - 3,8 % — чорних або афроамериканців - 2,1 % — азіатів - 0,3 % — корінних американців - 0,1 % — вихідців з тихоокеанських островів |

До двох чи більше рас належало 1,1 %. Частка іспаномовних становила 2,1 % від усіх жителів.
За віковим діапазоном населення розподілялося таким чином: 23,4 % — особи молодші 18 років, 60,6 % — особи у віці 18—64 років, 16,0 % — особи у віці 65 років та старші. Медіана віку мешканця становила 41,3 року. На 100 осіб жіночої статі у місті припадало 98,1 чоловіків;  на 100 жінок у віці від 18 років та старших — 95,1 чоловіків також старших 18 років.
Середній дохід на одне домашнє господарство  становив 98 799 доларів США (медіана — 73 003), а середній дохід на одну сім'ю — 110 772 долари (медіана — 84 258). Медіана доходів становила 63 244 долари для чоловіків та 45 388 доларів для жінок. За межею бідності перебувало 5,3 % осіб, у тому числі 8,6 % дітей у віці до 18 років та 2,7 % осіб у віці 65 років та старших.
Цивільне працевлаштоване населення становило 7704 особи. Основні галузі зайнятості: освіта, охорона здоров'я та соціальна допомога — 22,9 %, фінанси, страхування та нерухомість — 12,1 %, виробництво — 11,7 %, роздрібна торгівля — 11,6 %.